# فيلمار فالديز
فيلمار فالديز (بالإسبانية: Wilmar Valdez) (10 يوليو 1965) هو إداري أوروغواياني شغل منصب رئيس اتحاد أمريكا الجنوبية لكرة القدم من 11 ديسمبر 2015 إلى 26 يناير 2016.